# 5丁目STATION アキトム! (3スタ生)
『5丁目STATION アキトム! (3スタ生)』（ごちょうめステーション アキトム かっこさんスタなま）は、2008年3月末から始まった、HBCラジオ（北海道放送）で放送中のラジオ番組。

## 番組概要
HBCラジオ制作のバラエティ番組で、TEAM樹樹（チームじゅじゅ）の小橋亜樹（アキ）と中野智樹（トム）による「アキトム!」シリーズのひとつ。
「アキトム」番組はいくつかの変遷を経て継続中（次項目「アキトム沿革」を参照）で、現在（2016年度下半期）放送中の『5丁目STATION アキトム!（3スタ生）』は生放送で番組の始めに発表されるテーマと一部コーナーで葉書やファックス、メールなどを募り、小橋と中野のフリートークを繰り広げるトークバラエティ番組である。番組終了後の反省会という名の飲み会が本当の「アキトム」とも呼ばれている。
野球中継や特別番組編成に伴い、放送時間が短縮されることがある。

## アキトム沿革
- MOVE ON
↓
- アキ&トムのベストテンほっかいどう21
↓
- ベストテンほっかいどうONE&WITH
↓
- ベストテンほっかいどう
↓
- 期間限定バラエティー アキトム! (仮)
↓
- 時間変動バラエティー アキトム! ( )
↓
- 期間延長バラエティー アキトム! DX
↓
- 継続断行バラエティー アキトム! (編成困惑)
↓
- 5丁目STATION アキトム! (3スタ生)

「アキトム!」シリーズは放送時間移動のたびに番組名の小変更を行い、番組内コーナーは変遷したが、小橋と中野のトーク・バラエティを中心に展開する番組プログラムを継続している。

## 出演者
- 小橋亜樹（アキ）
- 中野智樹（トム）
- 近藤はじめ（HBCアナウンサー・HBCウェザーセンター）
  - 2018年春から準レギュラー（不定期出演）。ウェザーセンターから3スタと局内回線を繋いでの出演となっている。2020年4月からは、主に「カミトム」内で近藤自らが出題者となる尺八クイズが半ばレギュラーコーナー化している。

## 使用楽曲
- オープニング・ジングル：PE'Z「T.K.O ~それちょっと早くない?~」
- カミトム：川嶋あい「大丈夫だよ」

## オープニング
「ねぇねぇトム叔父ちゃん」 「なんだいアキちゃん」と、幼児の「アキちゃん」に扮した小橋が時事時勢の話題から問いかけ、その答えで等身大現実の中野を貶し、自虐的に開き直る中野こと「トム叔父ちゃん」のショートコントで始まる。
続いてそれぞれの仕事や私生活を話題にしたフリートークから当日のテーマが決められ投稿を募集するが、トークが過熱し、テーマ発表が番組開始約30分後になることが常態化している。
2019年1月にスポンサーがオープニングにつく。

## コーナー
2021年現在、レギュラーコーナーは「カミトム」のみ。このほか月に1 - 3回の不定期レギュラーコーナーとして
- ボンちゃんのほがらかラジオ一番通り
- ドラマハウスの夕べ

を放送している。
プログラムの19時45分頃 - 20時台前半は募集テーマに投稿されたEメールやファックスの紹介が中心。ゲストを迎える際はこの時間枠20時台を使用し(2013年度以降)、以前は19時台ゲストとの特別対談コーナーからレギュラーコーナー「カミトム」などにゲストが参加することがあった。
20時台ゲスト枠は新譜を発表したミュージシャンの全国プロモーションやツアー公演の告知に宛てられ、小橋の所属事務所「CREATIVE OFFICE CUE」が主催する演劇やイヴェント、劇団イナダ組、演劇ユニット「イレブン☆ナイン」の納谷真大、江田由紀浩ら舞台キャスト達が出演している（2016年度下半期現在）。

### カミトム
『アキトム』の看板コーナー。リスナーから募集したオリジナルの早口言葉を、滑舌の悪い中野が読むという、「ベストテンほっかいどう」から別れたアキトム番組では唯一昔から引き継いだコーナー。19時35分頃とエンディングに近い20時50分頃からの二枠で行われる。
中野が早口言葉を噛む（1カミ）ごとに100円を出演者またはディレクター（裁判長）、ゲスト、通りかかったHBCアナウンサーなどが貯金箱「カミ箱」にいれる。一枠分の早口言葉をすべて言えた場合、1カミ減る仕組みになっている。
2008年11月から、「先週の『BEST HIT KAMI』」（タイトルコールは卓田和広アナウンサー。テレビ朝日『ベストヒットUSA』の小林克也風）と題し、カマサミ・コングを真似た中野とハワイ・ホノルルのラジオ局「KIKI」のジングルに毎週違う「ロックの名曲」にのせて再放送するという企画が始まった。
2009年1月、カミトムのテーマ曲「崖っぷちのトム」が完成した。これはジブリ映画「崖の上のポニョ」のテーマのメロディーにリスナーが歌詞をつけ、小橋と中野が歌ったもので、「BEST HIT KAMI」に続けて流すので本編に入るのに毎回時間がかかる。
- 200カミ達成 - 中野が200分間札幌市内を歩き続ける企画を敢行。
- 300カミ達成 - 中野がアキトムスタッフが札幌市内に隠した300gの肉を探し歩く企画を敢行。
- 2012年12月10日の放送で1100カミを達成した。
- 2013年夏より、コーナーのスポンサーを務めていたダイワ整備機工株式会社とそのサウンドロゴを経専音楽放送芸術専門学校のミュージシャンコースの生徒に制作させる企画が始動（スポンサー契約と番組学校間の提携満了に伴い、2017年1月末をもって終了）。
- 2014年5月19日放送は忌引の中野に代わり、津軽三味線演奏家竹内獅士丸が行った。
- 2017年5月15日の放送で2000カミを達成[2]。その記念としてばんえい競馬帯広競馬場で個人協賛競走として同年8月6日の第2レースが「中野智樹2000噛み記念」として行われる。[3]。また、当日はHBCの冠レース「HBC杯山鳩賞」も行われた。
- 2018年5月14日の放送で2222(ニャンニャンニャンニャン)カミを達成。HBCパーソナリティ・オーディション入賞者で、テレビアニメ「ゲゲゲの鬼太郎」で猫娘（5代目）を演じる今野宏美からお祝いメッセージが送られた[4]。

### その他コーナー
番組長期化でコーナー打切り告知が無いまま自然消滅したコーナーや、スポンサーの降板、年間上半期夏期に多い番組休止や時間短縮プログラムの連続休止から休眠に追い込まれたコーナーも多い（2015年現在）。
突然テレホン ザ・チェンジ
リスナーと電話をつないでクイズを出題する。簡単な問題から超難問まで幅広いジャンルから出題されている。5つの中から問題をリスナーが選び、チェンジは1回のみで、アキトムの会話を聞いてからすることができる。クイズに正解したら「アキトムボックスティッシュ」をプレゼントされる。不正解でも油取り紙をプレゼント。なお、第一回「ザ・チェンジ」では、リスナーが不正解で油取り紙はもらえなかったが、後ほど油取り紙がプレゼントされた。ちなみに、出題者は内藤克アナウンサーなど、HBCの個性派アナウンサーが多い。
チームやらかしたの栄光
リスナーの「やらかしちゃった」話を募集。最近は休止中。
説教スナック「亜樹」
リスナーと電話をつなぐコーナー。アキトム公式HPによると「今夜も説教スナックで亜樹ママが、ボーイのトムが、なんとなくやる気がでない…そんなあなたにカツをいれます」というコーナーだが、理不尽な喝が投げられることが多い。しばしば休止。
ナイスなお仕事
普段はあまり知ることのない色々な仕事の裏側について、プロの話を聞くコーナー。リスナーの気になっている仕事や、自分の仕事を紹介したい人も募集している。小橋はプロに勝手にあだなをつける。これまでに演歌歌手のジェロなどが出演。ほぼ消滅。
UJJ
非公式コーナー。「UJJ」は「うちの上司情報」という意味。ほぼ消滅。
ボンちゃんのほがらかラジオ一番通り
中野と小橋のトークから派生したコーナー。架空の放送局「北海道ひぐま放送」を舞台に、中野扮する人気タレント「ボンちゃん」と小橋扮する中継リポーター「コッハー」たちの、ほのぼのした架空の「番組」とその楽屋裏が登場する。
番組全体は基本的に生放送。このコーナーのみ、効果音など演出の都合から本番開始のおおむね2時間前に収録している。
アキトムBBSによると「ボンちゃん」は
- 40代でやや小太りなイメージ。
- たまにカラーのふち眼鏡をかけている。
- 派手めの服を着ている。
- とある番組出演がきっかけで、20代後半から深夜の人気番組『ヤングリクエスト』（通称ヤンリク）を担当。一世を風靡する。その後担当した夕方の番組『ボンちゃんラジオ』が時間拡大で『ボンちゃんのほがらかラジオ一番通り』に。
- サイドビジネスも手広くやっているが、やや不透明なビジネスにも手を出しているようで実態は謎。
- 性格は非常にワンマン。
- ほがらかを売りにしているが、表と裏の顔が違うタイプ。ディレクターなどにも怒鳴り散らす。
- キャリアや学歴などで人を判断するが、気に入らない人は遠ざけることが多く、自分を上位に位置づけしたいことから、番組スタッフは自分以外全て女性を取り扱う（実際には中野と小橋がしているので、それしかできない）。そのため取り巻きはイエスマンが多い。

とされている。
- 番組ジングルが作られた。
- 「ボンちゃん」の副業であるカレーライス・スタンドの「ボンズカレー」ラジオCMが作られ内藤克アナウンサーが担当。当該コーナーに挿入された。

- 「北海道ひぐま放送」の地元「みゆき町」にある「天然温泉施設」から中継レポートを伝える「ミスグアム」は同時期HBCラジオの番宣番組を兼ねたパロディ番組「1条STATION ヨシトモ! (2スタ録音)」（番組名は当番組名のもじり）とのクロスで登場し、実際のHBCラジオラジオカーである「トピッカー」に当時乗務していた奥田ゆかが扮した。

ラジオドラマ・「ドラマハウスの夕べ」
「ボンちゃんのほがらかラジオ一番通り」から発展したラジオドラマ形式のコーナー。20時30分台に放送。一話完結が多く「小橋（担当役）の理不尽な要求に中野（担当役）が困惑する」という展開が多い。
コーナー名「ドラマハウスの夕べ」は1976年から1983年までニッポン放送系列で放送していたラジオドラマ「夜のドラマハウス」のオマージュ。
- 「ボンちゃんのほがらかラジオ一番通り」は評判から2年以上続く人気シリーズに成長した。コーナーの長期に渡る陳腐化対策に「ボンちゃんのほがらかラジオ一番通り」を不定期放送回に留める変更を行った。前身番組では編成上自然消滅して番組初期に不定期で行っていたラジオドラマをこの枠で再開した。コーナー名は定めず、以前のディレクターを交えたコントは外して、後述の妖怪や宇宙人などが展開するものが作られ、単独話では当時の時事報道に基づいたツイッターのプライバシー侵害や通販の消費者サポートセンターの電話オペレーターをモチーフにしたストーリーなどを制作。2013年からコーナーの名称については「ドラマハウスの夕べ」を用いる一方、従来の『ボンちゃんのほがらかラジオ一番通り』やシリーズ仕立（ヒトヅマンシリーズなど）では「ドラマハウスの夕べ」のタイトル･コール無しで放送されている。
- 「ボンちゃんのほがらかラジオ一番通り」同様事前収録。
- ゲスト出演者は前身番組の時代、「ボンちゃんのほがらかラジオ一番通り」を通して奥田ゆかと通称ヒゲＤこと番組ディレクターのみ。

- 「ドラマハウスの夕べ」では単独一話完結のほか2014年中野が「おいバイト」と云うモンスター役で年度下半期のうち、年末迄の期間限定不定期シリーズ立てで行われたものや、小橋が様々な妖怪に扮し中野の住むアパートを訪れるもの、年一回恒例化した妖精(妖怪)「そめいよしの」編、スナックのママは宇宙人（通称ピポママ編）、土木建築工事職員編などはそれぞれのシチュエーションで不定期継続しているシリーズがある。
- 土木建築工事職員編（通称：現場のおじさん）で披露したモーニング娘。「恋愛レボリューション21」の替え歌「俺たち現場21」が好評を博し、HBCラジオの他番組でリクエストされたり年末特番の公開放送で披露している。
- 2016年5月9日放送分では「懐かしのドラマハウスの夕べ」と題して、過去のドラマハウスが再放送された。
- 2018年元旦の特別編成番組は「2017ドラマハウスの夕べ傑作選」が放送された。
- 2018年12月31日放送分では「2018ドラマハウスの夕べ傑作選」が放送された。大晦日の為録音放送となったが、通常の3スタではなく、2スタでの録音放送（収録日は12月14日午後と明言）となった。さらに2スタの常設機材ではなく、2スタに録音機材を置いて小橋と中野が横並びで収録、「ドラマハウス傑作選」はラジカセから聞く（放送時は編集して放送）状態の為、中野は「放送研究会」と例えた。また、ジングルも通常「(3スタ生)」の部分が「(2スタ録音)」となっていた。

#### ザ・タイトル
- 視聴者から送られた写真にタイトルをつける。

#### パンがなければ
- 有名人や著名人の格言の一部を変える。

## 特別番組
2年がかりの超巨大バラエティー アキトム!
2008年12月31日 22:00 - 2009年1月1日1:00放送。
『アキトム!』の年越しスペシャルバージョン。人気コーナー「カミトム」の総決算スペシャルとして「紅白カミトム合戦」と題し、リスナーが電話参加で男女対抗でカミトムの名作に挑戦する企画を行った。さらに、札幌市内をめぐって年越し風景を伝える中継リポーターには、青森から津軽三味線を抱えてやってきた竹内獅士丸をスカウト。なお、小橋は番組開始当初、番組タイトルを『2年がかりの超巨大バラエティー 5丁目STATION アキトム! (3スタ生)』だと思っていた。
越えてはならない一線を越えてしまうのか！「深夜のアキトム」（ギリギリ）
2016年8月1日 2:30 - 4:00(7月31日 26:30 - 28:00)放送。
野球・サッカー等の試合中継により6月・7月のレギュラー放送がほとんどなくなったため(6月→１回、7月→２回)、自称・ＨＢＣ開局６５周年記念特別番組として急遽放送が決まった(録音)。放送終了から十数時間後には久々のレギュラー放送があったためリスナーにとっては慌ただしい放送となった。
夏の深夜の定番「怪談」をリスナーへの配慮としてかわいいマシュマロとクッキーの話に置き換えた。